# Nomioides subornatus
Nomioides subornatus är en biart som beskrevs av Pesenko 1983. Nomioides subornatus ingår i släktet Nomioides och familjen vägbin. Inga underarter finns listade i Catalogue of Life.